# Balta (Tighvi)
Balta (en georgiano: ბალთა; en ruso: Балта; en osetio: Балта) es una aldea que pertenece a la parcialmente reconocida República de Osetia del Sur, parte del distrito de Znaur, aunque de iure pertenece al municipio de Tighvi de la región de Iberia Interior de Georgia.

## Geografía
Balta está a orillas del río Prone occidental, a 3 kilómetros de Kornisi.

## Demografía
La evolución demográfica de Balta entre 1916 y 2015 fue la siguiente:
| 279                                                      | 89 | 148 | 123 |
| (Fuente: Population of South Ossetia since Soviet times) |    |     |     |

Según el censo soviético de 1959, la mayoría de la población local eran osetios. En los distintos censos, la composición étnica de la aldea era la siguiente:
|              | 1917      | 1917       | 1989      | 1989       |
| Grupo étnico | Población | Porcentaje | Población | Porcentaje |
| ------------ | --------- | ---------- | --------- | ---------- |
| Georgianos   | 0         | 0%         | 0         | 0%         |
| Osetios      | 279       | 100%       | 148       | 100%       |
| Total        | 279       | 100%       | 148       | 100%       |